# Horst (Essen)
Horst ist ein Stadtteil im Osten der Stadt Essen, teils auf den Ruhrhöhen gelegen.

## Lage
Horst grenzt an die Stadtteile Steele, Freisenbruch und, von der Ruhr getrennt, an Burgaltendorf und Überruhr sowie an die Bochumer Stadtteile Höntrop und Dahlhausen. Den Stadtteil kann man in drei Bereiche gliedern: das sogenannte Untere Horst (in den Ruhrauen), das Obere Horst (auf dem Berg gelegener Bereich) und das Hörsterfeld (eine Hochhaussiedlung aus den 1970er Jahren). Das nächstgelegene Mittelzentrum ist in Essen-Steele.

## Geschichte
Namensgebend ist das altsächsische Wort "hurst" für Gestrüpp oder das althochdeutsche Wort "Horst" für die Bezeichnung eines Niederwaldes. Seit 955 gehörte Horst mit Steele und den Bauerschaften  Eiberg und Freisenbruch zum Stift Essen. 1226 wurde die Gemeinde Horst gewaltsam vom Stift getrennt, was mit der Ermordung des Erzbischofs Engelbert I. von Köln und der Hinrichtung des Grafen Friedrich von Isenberg in Zusammenhang stand. 1815 kam Horst zum Amt Winz-Hattingen, Kreis Bochum. Grund war die Neuordnung Europas auf dem Wiener Kongress. Am 1. April 1919 wurde Horst zusammen mit Eiberg und Freisenbruch nach Königssteele eingemeindet. Mit Inkrafttreten des Gesetzes über die Neuregelung der kommunalen Grenzen im rheinisch-westfälischen Industriebezirke am 1. April 1926 wurde Königssteele nach Steele eingemeindet. Teile der Gemeinde wurden auch nach Linden-Dahlhausen und Wattenscheid umgegliedert.

### Ehemaliger Steinkohlenbergbau

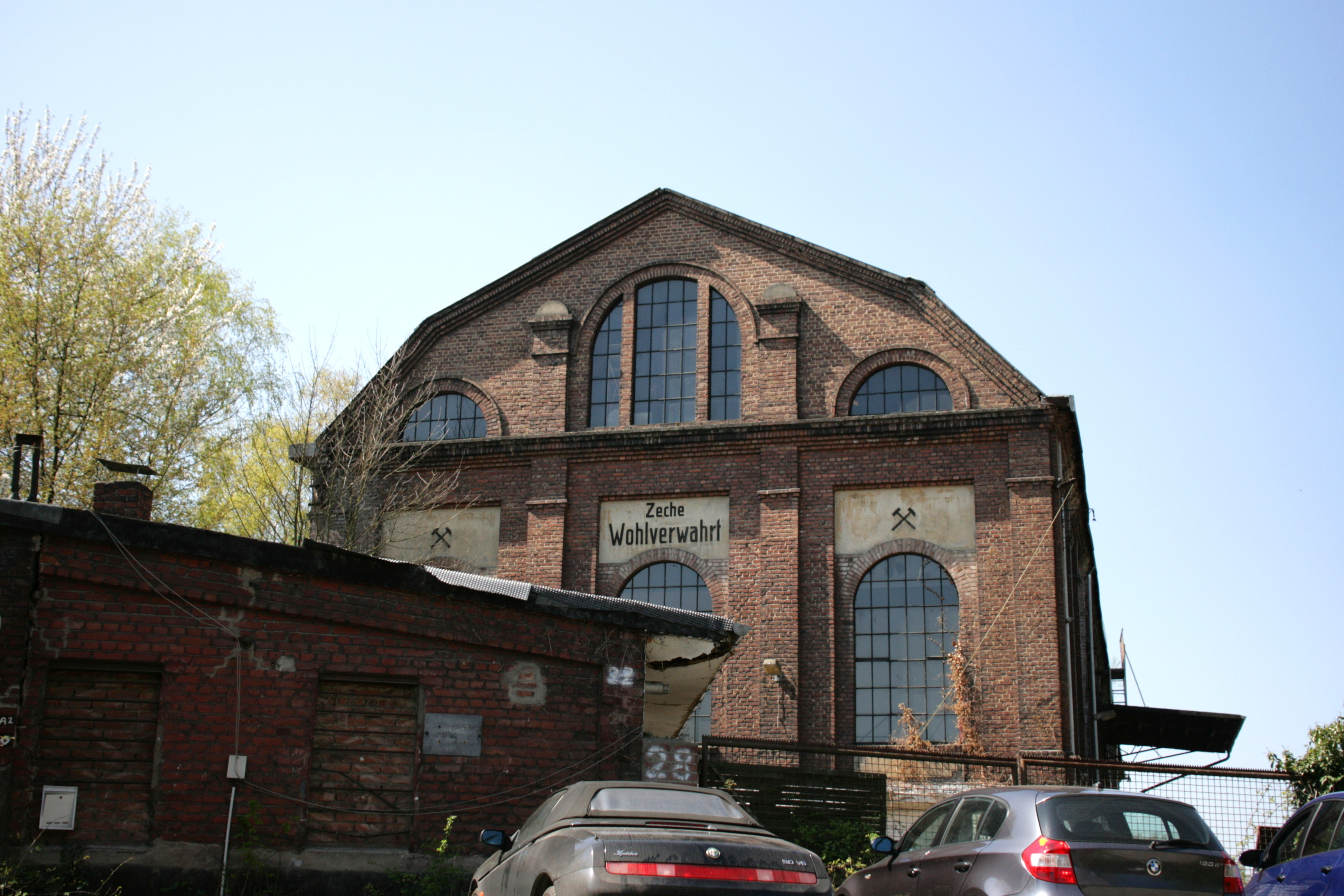
Gebäude der ehemaligen Zeche Wohlverwahrt

Wie nahezu alle Ortschaften an der unteren Ruhr war auch Horst lange vom Steinkohlenbergbau gekennzeichnet. In und um Horst förderten schon früh diverse kleine Bergwerke, wobei zunächst die Ruhrschifffahrt und bald darauf die Eisenbahn den Abtransport der Kohle übernahm. Durch Horst bis zur Ruhr führte zunächst die Mariannenbahn, eine von der Zeche Vereinigte Maria Anna Steinbank in Höntrop kommende Pferdebahn, deren Gleise auf Sandsteinschwellen verlegt waren.
Der Hünninghauser Erbstolln, südlich des heutigen Bahnhofs Essen-Steele Ost am westlichen Rand auf Horster Gebiet gelegen, war ein Bergbaustollen, der 1725 seinen Betrieb aufnahm. Er durchbrach dabei als einer der ersten die Mergeldecke. Die Zeche Wecklenbank betrieb ab 1737 im Bereich von Haus Horst einen Stollen, der 1835 zum Horster Erbstollen wurde und bis 1879 in Betrieb war. Dessen Stollenmundloch ist noch in der Nähe des Horster Wasserkraftwerkes erkennbar. Der Stollen Schwarzer Junge im Bereich der Dr.-C.-Otto-Straße ging 1772 in Betrieb. Sein Grubenfeld fiel 1920 zur Zeche Robert, die mit Unterbrechungen zwischen 1853 und 1934 förderte. Der kleine Betrieb der Zeche Schultenkämperbank begann 1740 und ging 1871 zum Horst Erbstollen und der Zeche Eiberg über. Weiteren Bergbau betrieben die Zeche Fridolin und die 1791 gegründete und 1962 als letzte Zeche in Horst geschlossene Zeche Wohlverwahrt.

### Wappen

Wappen von Horst

Blasonierung:„In Silber (Weiß) drei aufrechte rote Pferdeprammen mit Kordeln im Verhältnis 2:1.“
Das Wappen wurde von Kurt Schweder entworfen und hatte nie offiziellen Charakter. Ende der 1980er Jahre schuf der Heraldiker für alle Essener Stadtteile Wappen. Sie sind inzwischen von der Essener Bevölkerung gut angenommen worden.
Das Wappen ist identisch mit dem der Burgherren von der Horst.

## Ortsteile

### Unteres Horst
Große Teile des Unteren Horst liegen direkt an der Ruhr, welche hier als Naherholungsgebiet zählt. In den Ruhrauen befinden sich Gewerbegebiete, und darin eines der größten Kühlhäuser Deutschlands. 1856 errichtete hier der Berg- und Hütten-Aktien-Verein Neu-Schottland ein Hüttenwerk zur Schienenherstellung. Vier Jahre später wurde dabei ein Schmelzwerk, die Freisenbrucher Hütte, mit zwei Hochöfen erbaut. 1870 kam das Martinstahlwerk Union-Horst und 1885 eine Schraubenfabrik hinzu. Das Hüttenwerk schloss 1923, die Schraubenwerke folgten am 30. September 1993. Das heutige daraus entstandene Gewerbegebiet wurde 2017 von einem Investor gekauft. Im Jahr 1723 entstand im benachbarten Steele die Glashütte Wisthoff, die seit 1971 im Unteren Horst ihren Betrieb führt und heute Teil der Gerresheimer-Gruppe ist.
An der Horster Straße (damals Altendorfer Straße) steht noch das alte, seit 1989 denkmalgeschützte Brauerei-Gebäude samt Unternehmervilla der Union-Brauerei Horst-Steele, die hier 1889 durch die Kaufleute Bodenheim aus Düsseldorf und Knösels aus Krefeld gegründet wurde. Noch vor der Jahrhundertwende übernahmen dann die Steeler Bürger Heinrich Tossen und Schulte-Bäuminghaus das Unternehmen. 1914 setzte man 20.000 Hektoliter Bier um. Nach Umsatzeinbrüchen im Ersten Weltkrieg wurde die Horster Brauerei von der Dortmunder Schwester, der späteren Dortmunder Union-Brauerei aufgekauft.
In der Gaststätte Horster Eck spielt der international erfolgreiche Billardverein BF Horster-Eck Essen 1959. Weiter östlich, direkt an der Ruhr, hat Essens größter Sportverein, die MTG Horst 1881 e. V. sein Domizil (MTG – Märkische Turngemeinde). Hier gab es ein Freibad zum Baden in der Ruhr. Das Schwimmen in der Unteren Ruhr, und damit auch in Horst, wurde, begründet mit dem hohen Bakteriengehalt des Wassers, im September 1952 durch Erlass der Bezirksregierung Düsseldorf verboten. Das Verbot gilt bis heute.

### Oberes Horst
Die Bahnstrecke der S-Bahn Rhein-Ruhr, auf der die Linie S3 verkehrt, trennt das Obere vom Unteren Horst. Nördlich des S-Bahn-Haltepunktes Essen-Horst ist in den Jahren 2013 bis 2016 die Wohnsiedlung Ruhrterrassen errichtet worden. Sie liegt auf dem Gelände der einstigen Abbruchfirma Altwert, die auf ein 1909 durch den Bauunternehmer Hermann Sprenger gegründetes Unternehmen zurückging.
Im Oberen Horst liegt der Ortskern mit einigen Einkaufsmöglichkeiten. Zentral gelegen findet sich die neugotische katholische Pfarrkirche St. Josef, die 1887 eingeweiht wurde. Die benachbarte evangelische Zionskirche mit freistehendem Glockenturm wurde 1957 errichtet. In unmittelbarer Nachbarschaft liegt die katholische Josef-Grundschule. Als Horster Schule hat sie bereits seit 1886, gleich neben dem seit 1903 errichteten, heutigen Gebäude existiert. Im Dritten Reich wurde die Schule bis 1945 in Wilhelm-Gustloff-Schule umbenannt. Im Hörsterfeld befindet sich mit der Astrid-Lindgren-Schule eine weitere Grundschule. Außerdem gibt es noch einen Kindergarten.
Auf den Ruhrhöhen nahe dem Hörsterfeld liegen das Bodendenkmal der mittelalterlichen Ringwallanlage Vryburg sowie der ehemalige Rittersitz Haus Horst.
Unterhalb des Hauses Horst wurde am 4. November 1934 von den Nationalsozialisten das Ruhrkämpferehrenmal eingeweiht. Es steht für Gefallene der Freikorps, Einwohnerwehren, Reichswehr- und Polizeieinheiten, die 1918 bis 1920 gegen die revolutionären Arbeiter im Ruhrgebiet kämpften, wonach es zum Ruhraufstand kam. Mit diesem Ehrenmal versuchten die Nationalsozialisten ihre Sichtweise in diesen Jahren propagandistisch durchzusetzen, also die Weimarer Republik und das Ergebnis der Novemberrevolution herabzuwürdigen und die Machtergreifung 1933 als Rettung Deutschlands hinzustellen.
Etwas weiter westlich steht die Villa Vogelsang, ein Herrenhaus, dessen Eigentümer der Unternehmer Wilhelm Vogelsang war. In den 1960er Jahren als Kloster genutzt, befindet sich heute ein Linux-Themenhotel in dem denkmalgeschützten Gebäude. Unterhalb, direkt an der Ruhr, befindet sich das Wasserkraftwerk Horster Mühle mit der alten Schleuse am gegenüberliegenden Ruhrufer. Diese wurde 1775 für die Ruhrschifffahrt angelegt und steht heute restauriert unter Denkmalschutz. Der Industrielle Franz Dinnendahl wurde etwa 300 Meter flussaufwärts der Schleuse in einer bereits 1319 erwähnten Mühle geboren.

### Hörsterfeld
Ab 1973 entstand die zum Stadtteil gehörende Großwohnsiedlung Hörsterfeld für rund 6000 Menschen mit Einkaufsstraße auf einem ehemaligen Ackergelände. Die meisten der Hochhäuser wurden von der gewerkschaftseigenen Neuen Heimat errichtet. Später siedelte die Stadt überdurchschnittlich viele Menschen mit problematischem sozialen Hintergrund hier an. Bis 2014 bestand ein Leerstand von Mietwohnungen in Höhe von etwa 30 %, der ab dieser Zeit sich jedoch durch den Zuzug vieler Geflüchteter auflöste. Heute ist das Hörsterfeld vollvermietet. Von 2015 bis 2017 wurde im nördlichen Bereich an der Dahlhauser Straße ein DRK-Seniorenzentrum errichtet, das Anfang 2017 bezogen wurde.

## Bevölkerung
Am 31. März 2025 lebten 11.144 Einwohner in Horst.
Strukturdaten der Bevölkerung in Horst (Stand: 31. März 2025):
- Bevölkerungsanteil der unter 18-Jährigen: 21,2 % (Essener Durchschnitt: 16,9 %)[15]
- Bevölkerungsanteil der mindestens 65-Jährigen: 23,0 % (Essener Durchschnitt: 21,7 %)[16]
- Ausländeranteil: 21,2 % (Essener Durchschnitt: 20,6 %)[17]

## Verkehr
Die S-Bahn-Haltepunkte Essen-Eiberg und Essen-Steele Ost an der Bahnstrecke Witten/Dortmund–Oberhausen/Duisburg bieten mit der Linie S1 eine direkte Verbindung zu den größten Städten im Ruhrgebiet in westlicher und östlicher Richtung. Der Haltepunkt Essen-Horst an der ehemaligen Bahnstrecke Essen-Überruhr–Bochum-Langendreer sorgt mit der Linie S3 für eine Verkehrsanbindung nach Hattingen und über Essen Hauptbahnhof nach Oberhausen.
| Linie | Verlauf | Takt   |
| ----- | --- | ------ |
| S 3   | Oberhausen Hbf – MH-Styrum – Mülheim (Ruhr) West – Mülheim (Ruhr) Hbf – E-Frohnhausen – Essen West – Essen Hbf – E-Steele – E-Steele Ost – E-Horst – BO-Dahlhausen – Hattingen (Ruhr) – Hattingen (Ruhr) Mitte Stand: Fahrplanwechsel Dezember 2023 | 30 min |

Die Buslinien 164 und 184 der Ruhrbahn verbinden Horst mit Essen-Steele. Nachdem im Dezember 2019 die Buslinie 167 vom S-Bahn-Haltepunkt Essen-Horst nach Steele entfiel, übernimmt seit 1. Februar 2020 der Ersatzbus E64 an den Steeler Wochenmarkttagen die ÖPNV-Verbindung der Ruhrbahn von Horst nach Steele.
| Linie   | Verlauf | Takt (Mo–Fr) |
| ------- | --- | ------------ |
| 164 184 | Ringlinie Steele-Hörsterfeld: Steele – Ruhraue – Hörsterfeld – Eiberg – Freisenbruch – Steele Ost – Steele Linie 164 verkehrt gegen den Uhrzeigersinn, die Linie 184 verkehrt im Uhrzeigersinn. | –            |
| NE5     | Essen Hbf – Huttrop – Steele – Steele Ost – Ruhrau – Hörsterfeld | 60 min       |

1901 bis 1958 gab es eine erste Schwimmbrücke über die Ruhr, die Pfennigbrücke. 1982 wurde die Schwimmbrücke Holtey als Fuß- und Radwegbrücke neu errichtet.

## Persönlichkeiten
- Franz Dinnendahl (1775–1849), Pionier der Industrialisierung im Ruhrgebiet und der Dampfmaschine in Deutschland
- Johann Dinnendahl (1780–1826), deutscher Konstrukteur und Erfinder
- Helene Kröller-Müller (1869–1939), deutsch-niederländische Kunstsammlerin, in Horst geboren

## Bilder

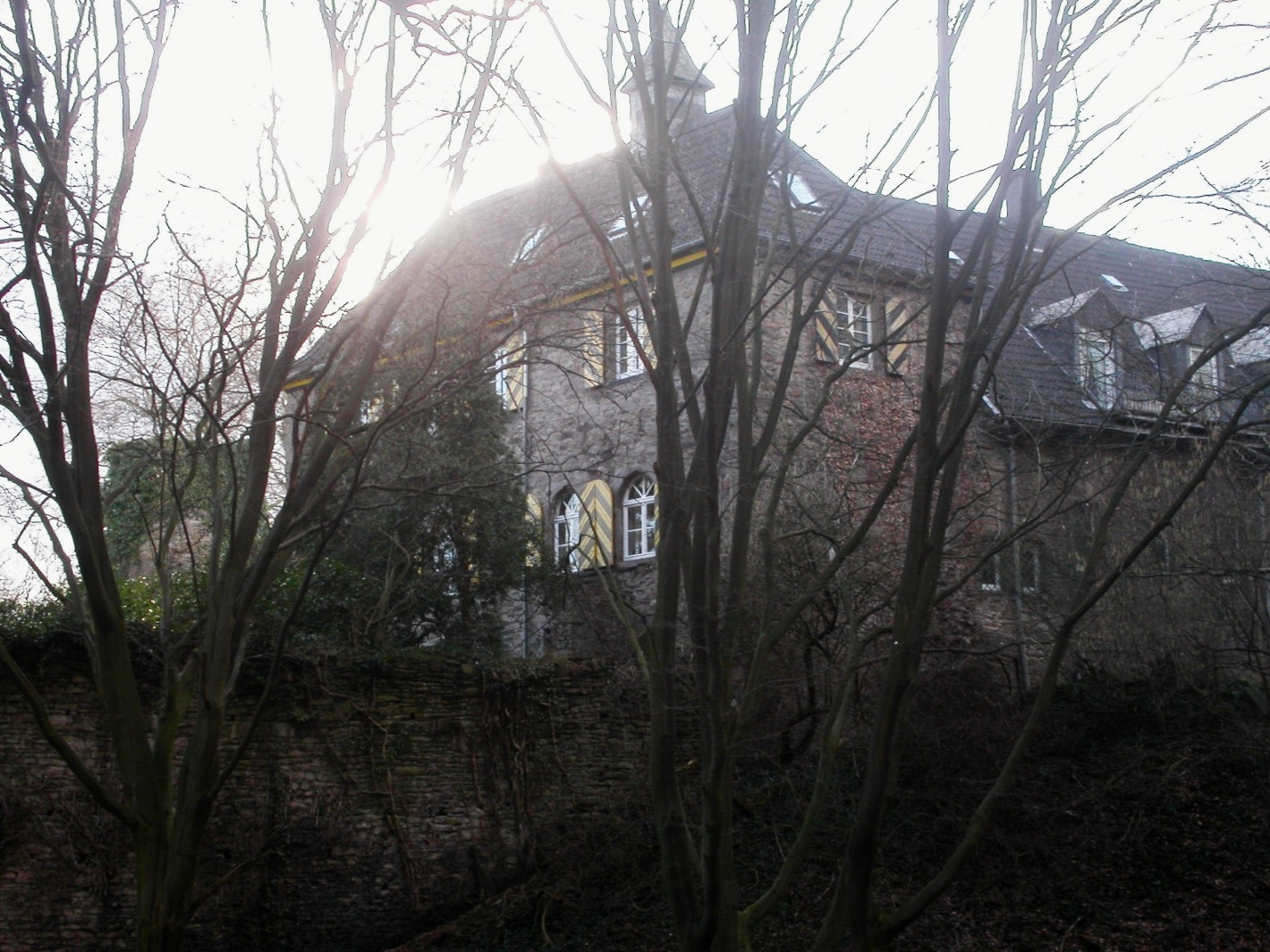
Haus Horst
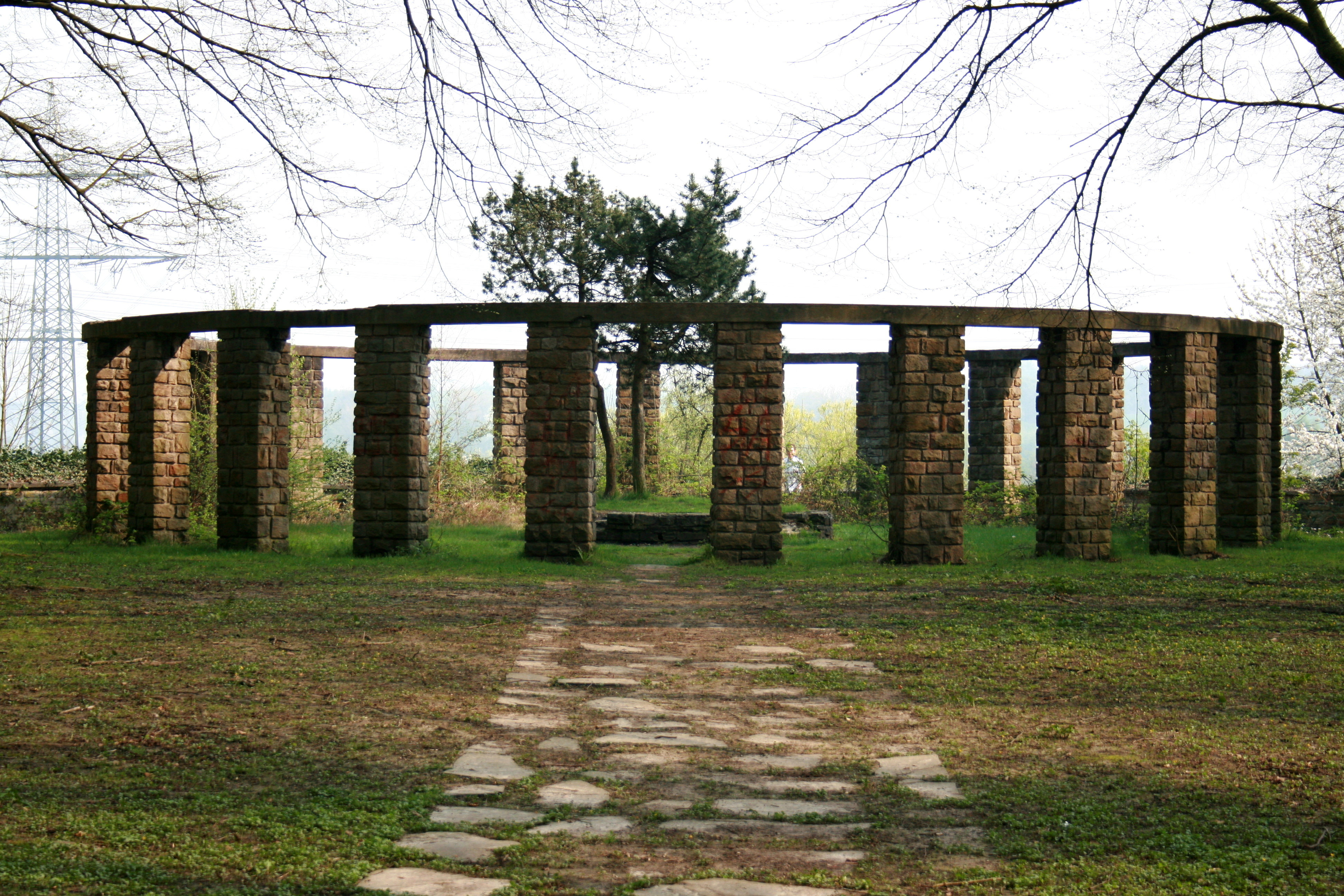
Ruhrkämpferehrenmal bei Haus Horst an der Ruhr
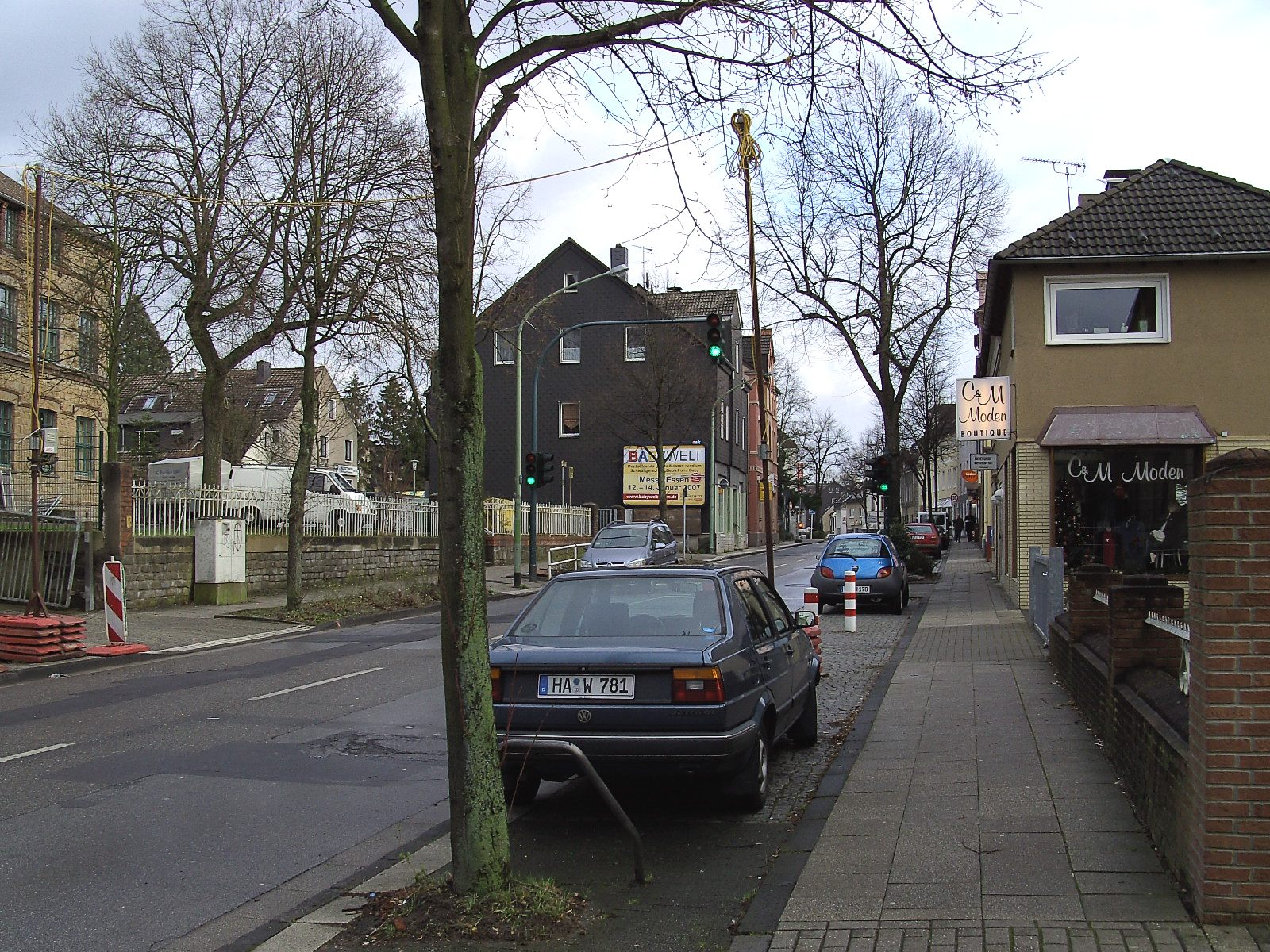
Dahlhauser Straße im Oberen Horst
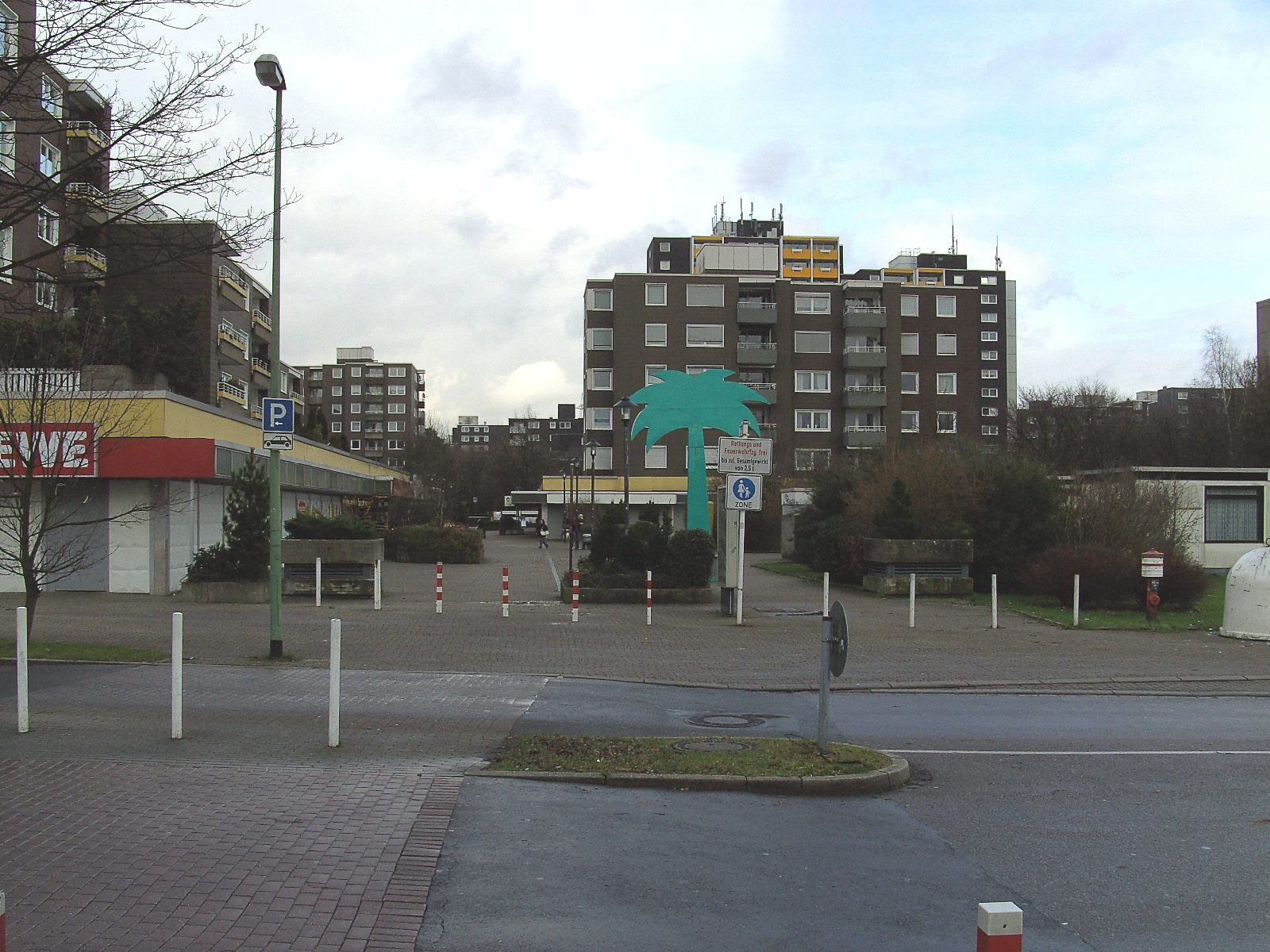
Ladenstraße der Wohnsiedlung Hörsterfeld
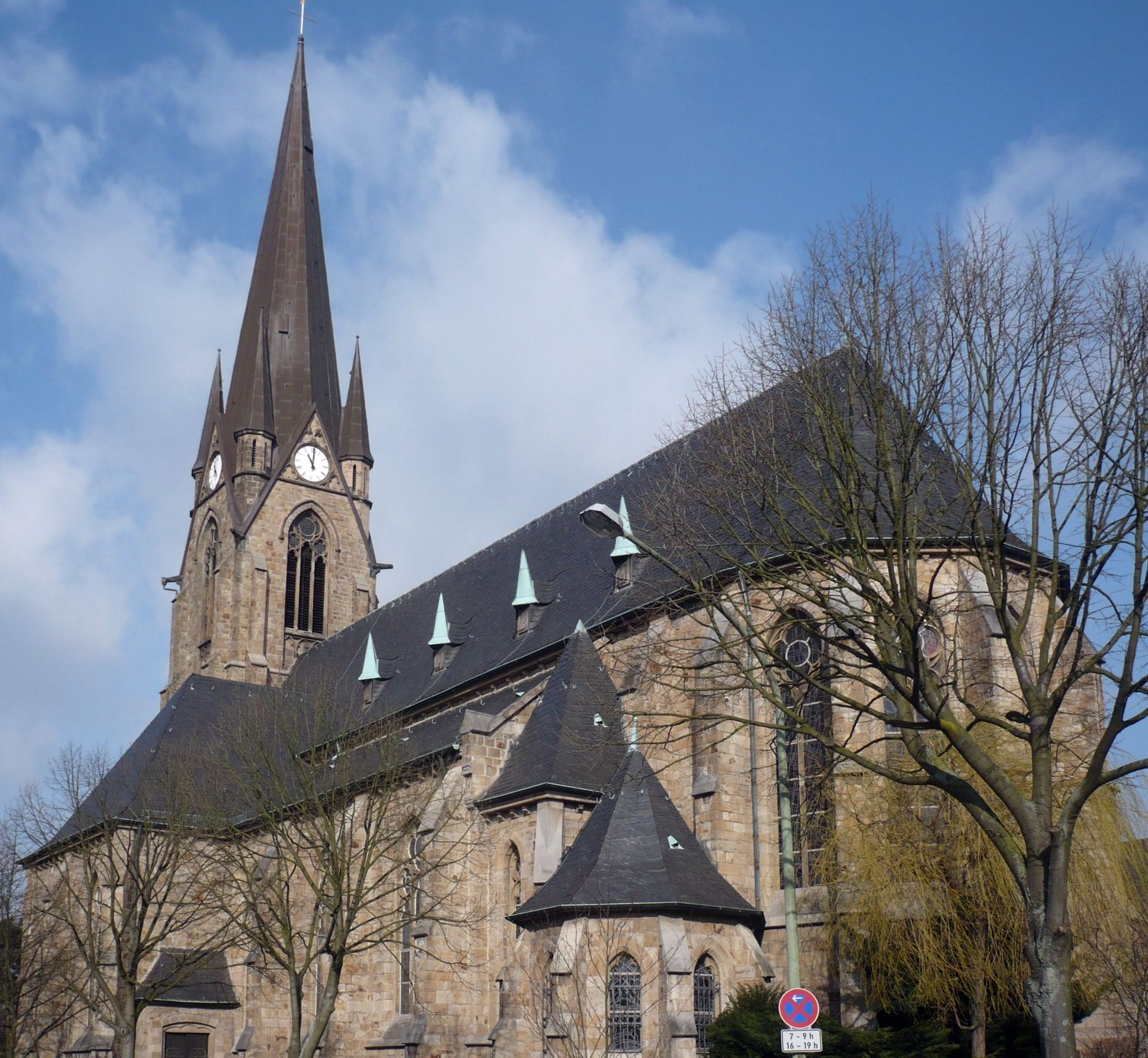
St. Joseph
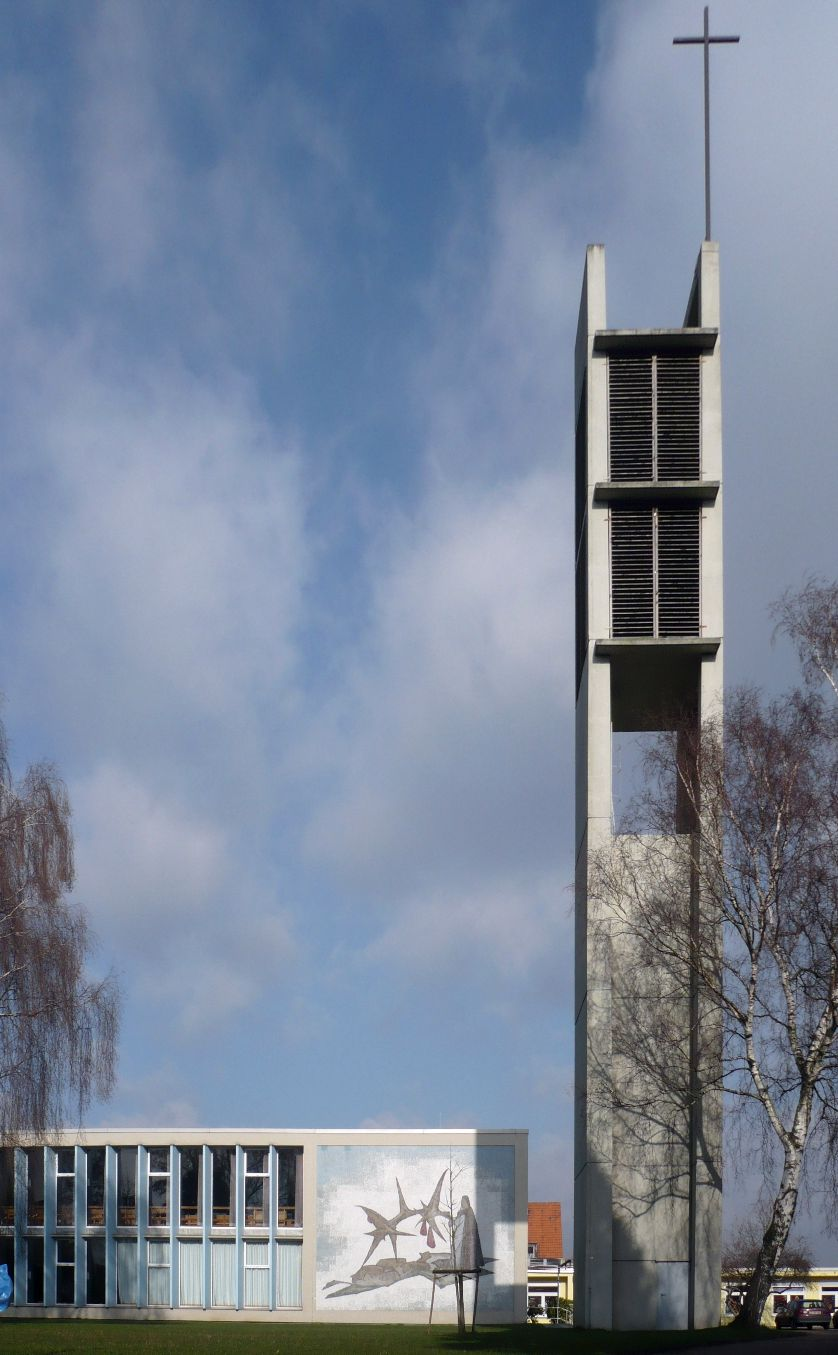
Zionskirche
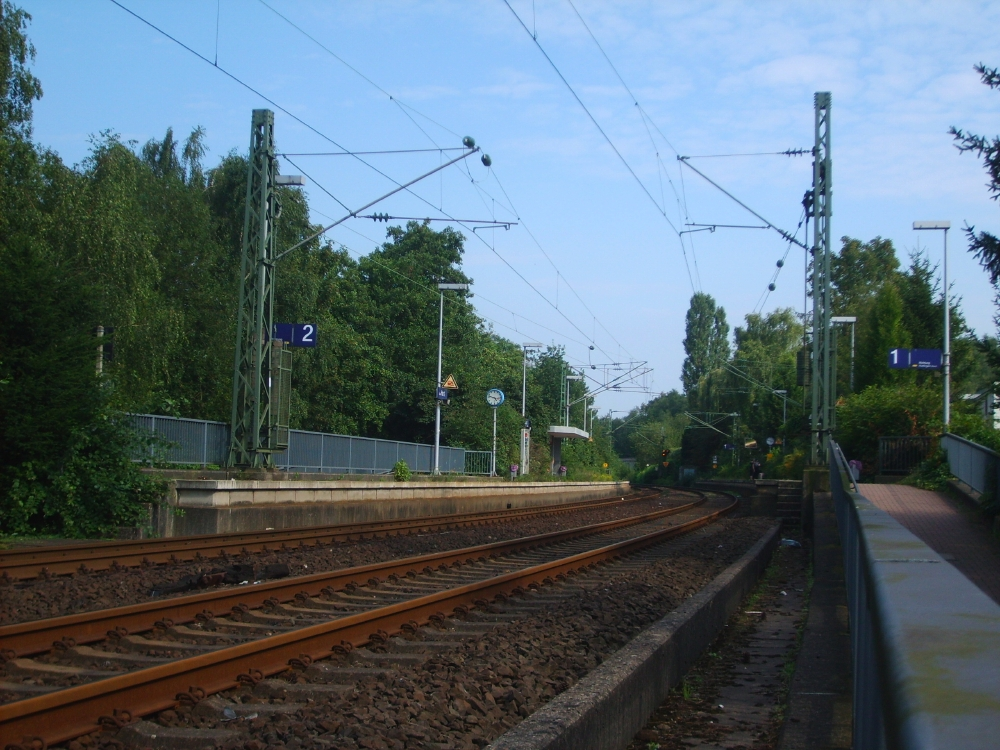
S-Bahn-Haltepunkt Essen-Horst
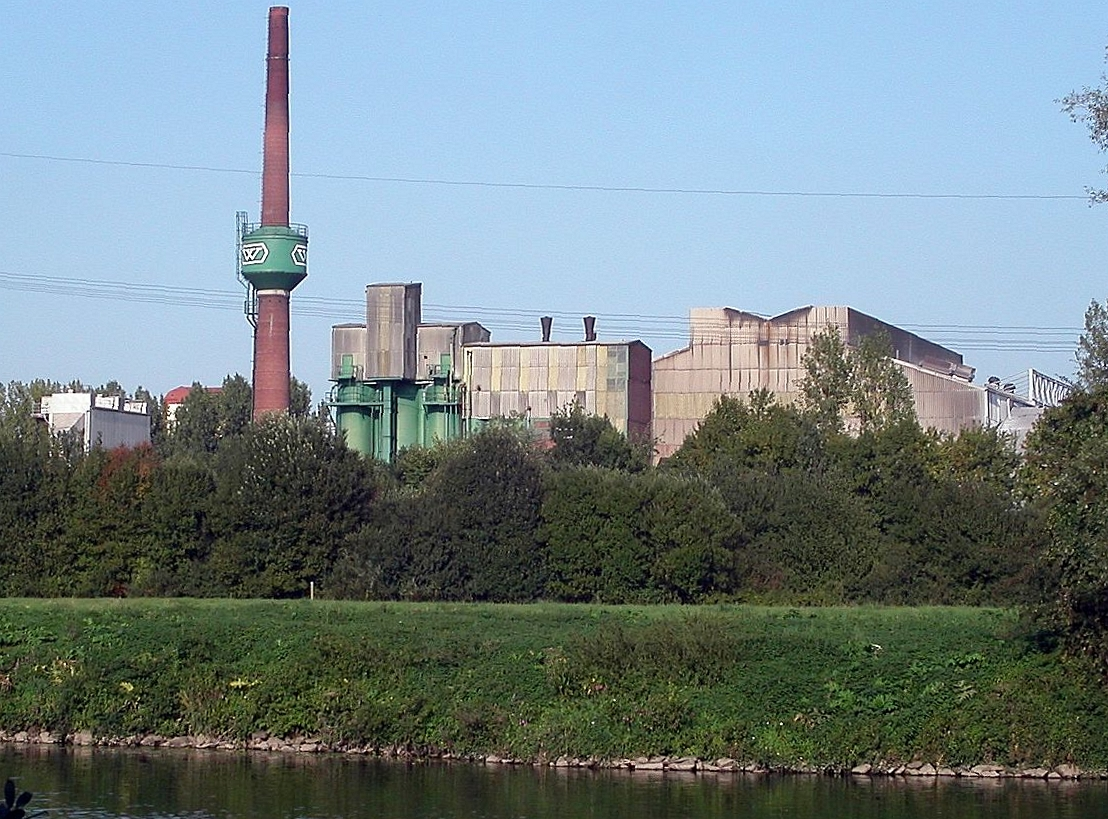
Glashütte Wisthoff